# Klášter dominikánek v Plzni
Bývalý klášter dominkánek sv. Rosalie u kostela sv. Anny a sv. Rosalie, je barokní stavba podle návrhu známého plzeňského architekta Jakuba Augustona ml., ležící v jihozápadní části městského centra v Plzni. Základní kámen byl položen v roce 1712. Klášter zanikl roku 1782 na základě reforem Josefa II. Dnes se v jeho budovách nachází Studijní a vědecká knihovna Plzeňského kraje.

## Historie

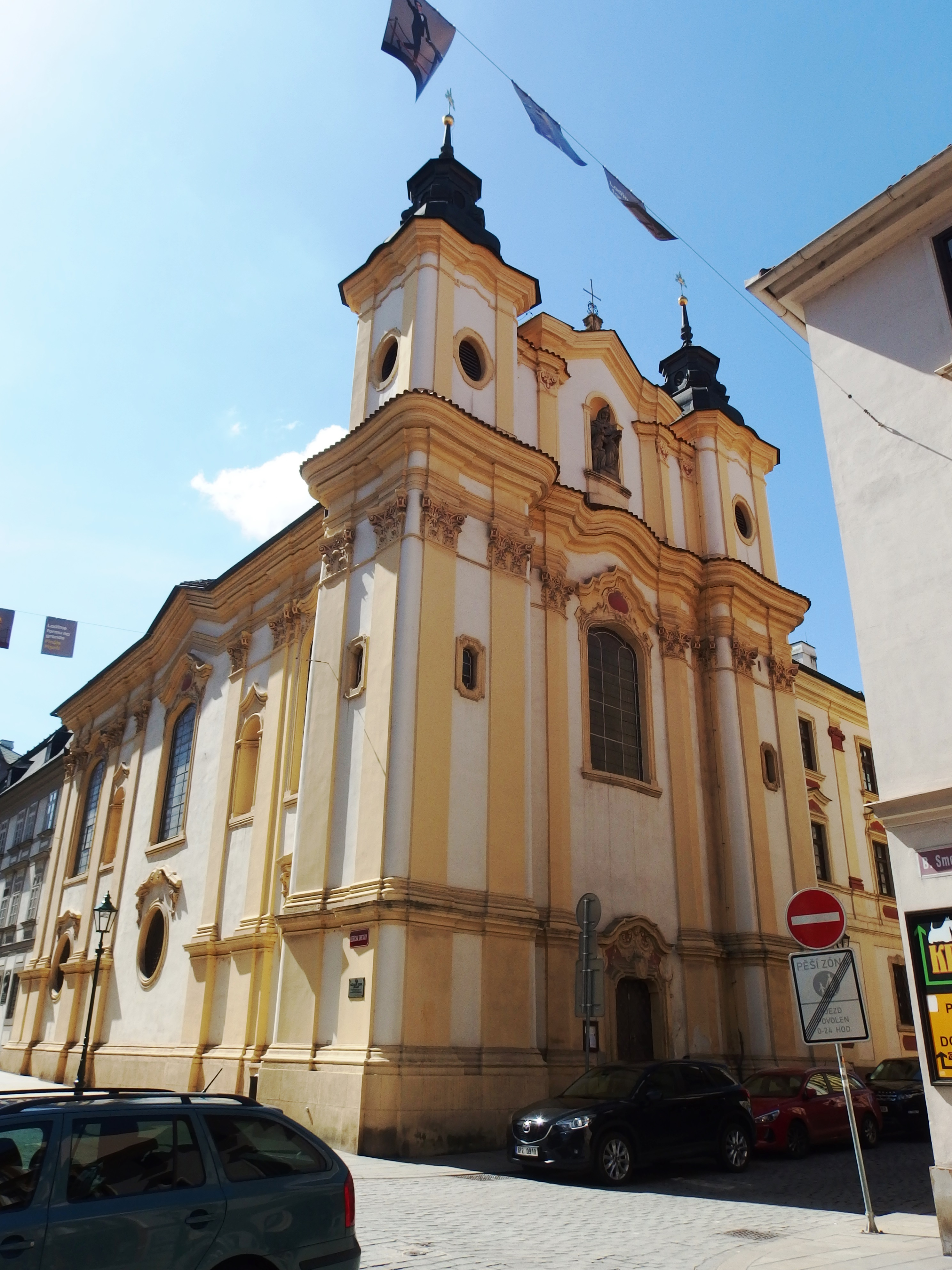
Někdejší konventní kostel sv. Anny na rohu ulic Bezručova a Bedřicha Smetany

Myšlenka na výstavbu kláštera dominikánek v Plzni pochází z roku 1708. Pojí se se jmény Eleonory Magdaleny Terezie, hraběnky Vratislavové z Mitrovic a její sestry Maxmiliány, které tehdy podaly žádost o založení kláštera císaři. Materiálně byl klášter zajištěn hrabětem Václavem Ignácem Vratislavem z Mitrovic, který pro něj vydal donační listinu v roce 1709. Oficiálního schválení se klášteru dostalo roku 1711, ve stejném roce byly vykoupeny pozemky a domy v jihozápadní části města a v roce 1712 se započalo se stavbou. Architektonicky na stavbu dohlížel Jakub Auguston ml.
Část kláštera musela být hotova již v roce 1714, kdy do něj byl uveden konvent 4 řeholnic, příchozích do Plzně v roce 1712, ale žijících do té doby v soukromí. Stavba následně pokračovala patrně trochu pomaleji. Není sice jasné kdy byl klášter hotov, ale konventní kostel sv. Anny byl vysvěcen v roce 1735.
Na základě josefínských reforem byl klášter 26. srpna 1782 zrušen, o rok později byl vykoupen z Náboženského fondu a připadl městu Plzni. Tehdy v něm žilo 20 jeptišek a 5 laických sester. V roce 1784 v něm byla zřízena škola a gymnázium. V roce 1804 bylo přidáno ještě filosofické studium při premonstrátské kanonii v Teplé. V následujících letech probíhaly přestavby pod vedením Š. M. Schella. Kostel sloužil jako školní a jeho rekonstrukce proběhly v letech 1856, 1885 a 1914.
Po první světové válce sloužil kostel Československé husitské církvi, ale kvůli protestům byl vrácen katolické církvi.

## Dnešní stav
V současnosti kostel sv. Anny užívá česká pravoslavná církev. V budovách bývalého konventu se od svého založení v roce 1950 nachází Studijní a vědecká knihovna Plzeňského kraje.